# Ourea otagoensis
Espèce
Ourea otagoensis est une espèce d'araignées aranéomorphes de la famille des Salticidae.

## Répartition
Cette espèce est endémique de l'île du Sud en Nouvelle-Zélande,. Elle se rencontre des monts Rock and Pillar aux monts Remarkables.

## Description
Le mâle holotype mesure 9,14 mm et la femelle paratype 9,3 mm.

## Systématique et taxinomie
Cette espèce a été décrite par Long, Vink et Paterson en 2025.

## Étymologie
Son nom d'espèce, composé de otago et du suffixe latin -ensis, « qui vit dans, qui habite », lui a été donné en référence au lieu de sa découverte, la région d'Otago.

## Publication originale
- Long, Vink & Paterson, 2025 : « A new genus of jumping spiders (Araneae: Salticidae) inhabiting the South Island New Zealand rocky alpine zone. » New Zealand Journal of Zoology, vol. 52, no 5, p. 716-795.